# 23131 Debenedictis
23131 Debenedictis este un asteroid din centura principală de asteroizi.

## Descriere
23131 Debenedictis este un asteroid din centura principală de asteroizi. A fost descoperit pe 5 ianuarie 2000 la Socorro, New Mexico, în cadrul proiectului LINEAR. Asteroidul prezintă o orbită caracterizată de o semiaxă mare de 2,23 ua, o excentricitate de 0,17 și o înclinație de 2,2° în raport cu ecliptica.